# Typologie der Wünsche
Die Typologie der Wünsche (TdW) war eine der größten deutschen Markt-Media-Studien. Sie lieferte detaillierte Informationen über die Lebenswelt der Konsumenten. In der TdW wurden die Einstellungen, Bedürfnisse und Verhaltensweisen zahlreicher Zielgruppen beschrieben. Außerdem lieferte sie umfangreiche Informationen über das Konsum- und Mediennutzungsverhalten. Für die TdW wurden monatlich circa 1.000 Interviews computergestützt, persönlich erhoben. Die Daten aus der TdW entsprachen den Vorgaben des Mikrozensus und waren repräsentativ für die Bevölkerung in Deutschland. Herausgegeben wurde die TdW vom Institut für Medien- und Konsumentenforschung IMUK. Die Reichweitenwerte der in der Media-Analyse ausgewiesenen Titel wurden an die Media-Analyse angepasst, da diese als Normstudie verwendet wird.
Die TdW wurde insbesondere für die Mediaplanung, also für die Entwicklung und Schaltung von Werbekampagnen genutzt. Sie lieferte aber auch für andere Branchen wichtige Einblicke in die Bedürfnisse, Einstellungen und vor allem das Konsumverhalten unterschiedlichster Zielgruppen. Mit mehr als 10.000 Interviews pro Jahr (es wurden zur Analyse jeweils zwei Jahre – ca. 20.000 Interviews zusammengefasst) zählte die TdW zu den größten regelmäßigen Erhebungen.
Die TdW ist 2013 gemeinsam mit der Verbraucher-Analyse (VA) in der best for planning (b4p) der Gesellschaft für integrierte Kommunikationsforschung (GiK) aufgegangen.

## Inhalte
Die zahlreichen Merkmale wurden in drei Bereiche gegliedert:

### 1. Menschen
Motivation, Interessen, Einstellungen und Bedürfnisse gaben Einblick in das Wertesystem der Menschen. Die TDW hielt eine Fülle von Einstellungsmerkmalen sowohl zu grundsätzlichen gesellschaftlichen Themen, als auch zu Konsum- und Freizeitverhalten, Umwelt und Ernährung sowie zur Werbung bereit. Diese zahlreichen Merkmale beschrieben, was hinter den harten Fakten der demografischen Daten oftmals verschwindet: Die Gefühls- und Wertewelt der Befragten, die für das Verständnis von Zielgruppen wichtige Erkenntnisse liefert, weil sie zentralen Einfluss auf Konsum- und Mediennutzungsverhalten hat.
- Soziodemografie
- Persönliche Einstellungen und Verhalten (Psychologische und soziologische Beschreibung, kultureller Hintergrund, Modelle wie Sinus-Milieus, Lebenswelten nach Gerhard Kleining,[1] Limbic Types)
- Werteorientierung

### 2. Medien
Die TdW bot ein Spektrum an Informationen zu den einzelnen Medienkanälen. Diese gingen weit über die Reichweiten der klassischen Medien hinaus und umfassten zusätzlich Sportveranstaltungen, Außenwerbung und Point-of-Sale-Maßnahmen. Es wurde nicht nur das reine Mediennutzungsverhalten abgefragt, sondern auch die jeweilige Motivation der Menschen erfasst. Ebenso Themeninteressen und Gründe für die Nutzung bestimmter Kommunikationskanäle.
Abgefragt wurde:
- Grundsätzliche Mediennutzung (Leseverhalten, Leseorte, Fernsehempfang, Fernsehnutzung, Radionutzung, Kino, Online)
- Leseverhalten, konform zur Media-Analyse für mehr als 170 Zeitschriften und Zeitungen
- Nutzung von Fernsehsendern
- Nutzung von mehr als 100 Internetangeboten
- Lesen von Büchern, Nutzung von Hörbüchern
- Nutzung von Mobiltelefonen, E-Mail, Chat, Foren
- Aufmerksamkeit von Außenwerbung und Werbung am Verkaufsort

### 3. Märkte
Mit der Abbildung von über 1.800 Marken in 12 Marktbereichen war die TdW eine der führenden Markt-Media-Studien in Deutschland. Als einzige Studie hat die TdW seit 1984 Marken und Produkte durch farbige Produktabbildungen und Marken-Logos visuell abgefragt. Geringere Verwechslungsgefahr und realistischere Erinnerung förderten so die Qualität der Befragung.
Marktbereiche:
- Automotive
- Beauty (Kosmetik und kosmetische Chirurgie)
- Consumer Tech (Haushaltstechnik und Unterhaltungselektronik)
- Fashion
- Finance
- Food & Beverage (Speisen u. Getränke, siehe Lebensmittelindustrie)
- Garden
- Health
- Leisure
- Living
- Shopping
- Travel

### Regionale Gliederung
Die Daten lagen national, auf Ebene der Nielsengebiete, nach Bundesländern, Regierungsbezirken, Gemeinden und Postzustellbezirken auswertbar vor.

### TdW Dialog
In Zusammenarbeit mit der Deutschen Post AG war die Typologie der Wünsche auch mikrogeografisch auswertbar und konnte z. B. für Direktmarketing oder Standortplanung genutzt werden. Dazu wurden die Erhebungsdaten der TdW mit mikrogeografischen Informationen über statistische Verfahren fusioniert und auf die geografische Fläche projiziert.

## Veröffentlichung
Die Typologie der Wünsche war online auswertbar und stand als Datenbank für die gängigen Systeme der Mediaplanung zur Verfügung. Einmal jährlich erschien ein gedruckter Berichtsband.